# Овчарук Анатолій Онисимович
Анато́лій Они́симович Овчару́к (* 1 липня 1946, Кам'янець-Подільський) — український політик. Голова Хмельницької обласної ради у 2002—2006 роках. Колишній президент футбольного клубу «Поділля» (Хмельницький). Заслужений будівельник України (1998).

## Біографія
Анатолій Овчарук народився 1 липня 1946 року в Кам'янці-Подільському.
Закінчив Кам'янець-Подільський будівельний технікум (навчався з вересня 1961 року до січня 1966 року).
1977 року закінчив Львівський політехнічний інститут (фах — інженер-будівельник).
Позапартійний. Депутат Хмельницької обласної ради (фракція «Народний блок Литвина»).

### Трудова діяльність
У 1966 — 1968 роках — інженер з технагляду за капітальним будівництвом управління побутового обслуговування населення облвиконкому.
У 1968 — 1969 роках — головний механік Хмельницької обласної фабрики хімчистки Кам'янець-Подільського міськпобуткомбінату.
У 1969 — 1985 роках — майстер, виконроб Хмельницької дільниці Вінницького спеціалізованого управління № 549 тресту «Подільськпроммонтаж».
У 1985 — 1990 роках — начальник Хмельницької спеціалізованого управління № 527 тресту «Подільськпроммонтаж».
У 1990 — 1992 роках — керівник тресту «Хмельницькгазкомунбуд».
У 1992 — 1994 роках — заступник голови Хмельницької обласної державної адміністрації.
У 1994 — 1995 роках — заступник голови виконкому Хмельницької обласної ради.
У 1995 — 1998 роках — заступник голови Хмельницької обласної державної адміністрації.
У 1998 — 2002 роках — перший заступник голови Хмельницької обласної державної адміністрації.
У 2002 — 2006 роках — голова Хмельницької обласної ради.
Від 2006 року — голова спостережної ради ВАТ «БМУ по газифікації».

## Звання та нагороди
- 10 серпня 1998 року — звання «Заслужений будівельник України» [1].
- 16 листопада 2004 рік — орден «За заслуги» третього ступеня [2].
- 17 вересня 2007 року — орден «За заслуги» другого ступеня [3].